# 野外科学
野外科学株式会社(やがいかがく)は、北海道札幌市に本社を置く環境調査、環境アセスメントを行う会社である。

## 沿革
- 1971年5月 - 野外科学有限会社設立。
- 1974年4月 - 有限会社を組織変更して野外科学株式会社とする。
- 1992年11月 - ネパールに子会社「Nepal Environmental & Scientific Services P.Ltd.(略称:NESS)」を設立[2]。
- 2002年10月31日 - グリーンシート市場に登録。
- 2003年1月 - MLAP（認定特定計量証明事業者）認定取得。
- 2004年3月 - 株式会社深沢測量事務所（本社:帯広市）を子会社とする[2]。
- 2005年3月 - 株式会社深沢測量事務所と合併（存続会社：野外科学株式会社）[2]。
- 2006年8月21日 - グリーンシート指定取消。
- 2011年3月 - 子会社合同会社ハジュール設立。
- 2019年6月 - ベトナムに子会社SiESを設立。